# Кубок Латвии по мини-футболу
Кубок Латвии по мини-футболу (латыш. Latvijas kausa izcīņa telpu futbolā) — турнир, проводимый ежегодно под эгидой ЛТФА. В нём могут участвовать команды Высшей лиги Латвии по мини-футболу, а также команды всех региональных лиг (Первая Лига, Вторая лига, Третья Лига, Даугавпилсская лига, Земгальская лига, Курземская лига, Латгальская лига и Северо-Восточная лига). Никаких отборочных раундов не проводится, для участия необходимо лишь заявиться на турнир. Кубок проводится по системе плей-офф, то есть если команда проигрывает, то она сразу вылетает. Количество участников не ограничено, оно зависит от количества заявившихся команд. Кубок Латвии проводится, начиная с 2013 года — победителями становились рижские «Никарс» (2 раза) и РАБА.

## Финалы

#### Финал 2015 года
| Никарс                                                                        | 7 : 3 | РАБА                  |
| ----------------------------------------------------------------------------- | ----- | --------------------- |
| Алексеев 8′, 15′ · Арналдо 16′, 26′ · Аванесов 34′ · Икстенс 36′ · Бабрис 40′ |       | Нагибин 17′, 32′, 40′ |

#### Финал 2014 года
| Никарс                                                         | 4 : 5 | РАБА                                                   |
| -------------------------------------------------------------- | ----- | ------------------------------------------------------ |
| Лапковский 4′ (авт.) · Жардел 15′ · Ляшенко 27′ · Зе Мариа 39′ |       | Дацко 33′ (авт.) · Нагибин 38′ · Барбоса 21′, 24′, 30′ |

#### Финал 2013 года
| Никарс                                                                                       | 6 : 1 | LDZ Карго   |
| -------------------------------------------------------------------------------------------- | ----- | ----------- |
| Аванесов 6′ · Ерофеев 17′ · Зе Мариа 25′ · Ляшенко 28′ · Шустров 31′ · Архипов-Прокофьев 38′ |       | Соловьев 5′ |

LFF
LTFA